# Ламей, Хубертус
Хубертус Ламей (нем. Hubertus Lamey; 30 октября 1896 — 7 апреля 1981) — генерал-майор вермахта, кавалер Рыцарского креста Железного креста.

## Краткая биография
Вступил на воинскую службу 1 октября 1915 года фанен-юнкером в 110-й гренадерский полк, учился в военно-полевой школе Либау при 40-м резервном пехотном полку. На фронте нёс службу в составе 110-го гренадерского полка, 1-го полевого воздухоплавательного батальона. Награждён Железными крестами обоих классов и Почётным крестом ветерана войны 1914/1918 с мечами (как фронтовик).
В годы Веймарской республики Ламей служил в 14-м пехотном полку, был адъютантом 3-го батальона, а также в 11-м добровольческом гусарском полку и 11-м горном полку. После образования Третьего рейха занимал различные командные посты в армии: в 5-й дивизии, 14-м пехотном полку, 27-й пехотной дивизии. В годы Второй мировой войны непосредственно командовал 21-й и 28-й пехотными дивизиями вермахта, а также 118-й егерской. Участвовал в боях за Ленинград, у озера Балатон и в Вене. Награждён пряжкой к Железному кресту обоих классов, немецким крестом в Золоте (28 июля 1943 как полковник и командир 328-го гренадерского полка) и Рыцарским крестом Железного креста (12 февраля 1944 как полковник и заместитель командира 28-й егерской дивизии).
В мае 1945 года попал в плен к британцам, 30 октября 1947 года освобождён.

## Награды
- Железный крест (1914) 2-го и 1-го класса (Королевство Пруссия)
- Почётный крест Первой мировой войны 1914/1918 с мечами
- Пряжка к Железному кресту (1939) 2-го и 1-го класса
- Немецкий крест в золоте (28 июля 1943)
- Рыцарский крест Железного креста (12 февраля 1944)